# Pedro Ruiz Santaella
Pedro Ruiz Santaella (Baena, Córdoba, 1893 - Córdoba, 8 de agosto de 1936) fue un político español.

## Biografía
De formación ingeniero industrial. Fue miembro de Unión Republicana (UR), en julio de 1936 era el jefe de este partido en Córdoba. Cuando se produjo el golpe de Estado que dio lugar a la Guerra Civil, en la tarde del 18 de julio de 1936 Ruiz Santaella se encontraba en el despacho del gobernador civil de Córdoba, Antonio Rodríguez de León, como responsable máximo de su partido político (al que también pertenecía el gobernador civil) con objeto de persuadirlo para que no entregue el mando a las militares sublevados. Junto a él se encontraban los diputados socialistas Vicente Martín Romera y Manuel Castro Molina, el alcalde de la ciudad, Manuel Sánchez-Badajoz, y el presidente de la Diputación, José Guerra Lozano. 
Los militares sublevados salieron a las calles la tarde del 18 de julio, y rápidamente se hicieron con el control del centro de la ciudad. No pudiendo resistir frente a las fuerzas sublevadas que asediaban el Gobierno Civil, Ruiz Santaella logró escapar junto a otros políticos, escondiéndose en la conocida como Huerta de los Aldabones en la Ronda del Marrubial junto a otras personas, como el alcalde Sánchez-Badajoz o el diputado  Martín Romera. Sin embargo, el 6 de agosto fueron detenidos por las autoridades tras haber recibido un chivatazo. Ruiz Santaella fue fusilado el 8 de agosto, junto a Sánchez-Badajoz. Otros autores dan como fecha de la ejecución el 11 de agosto.
Ruiz Santaella estuvo casado con Rosa Benavente Abad, que sería fusilada en abril de 1937. No tuvieron hijos en común.